# Progresywno-Konserwatywna Partia Ontario
Progresywno-Konserwatywna Partia Ontario (ang. Progressive Conservative Party of Ontario, fr. Parti progressiste-conservateur de l'Ontario) – centroprawicowa konserwatywna partia polityczna działająca w prowincji Ontario, znajdującej się w Kanadzie. Partia ta jest obecnie kierowana przez premiera Douga Forda od 10 marca 2018.
Rządziła ona prowincją przez 80 ze wszystkich 151 lat od czasów utworzenia Konfederacji, włącznie z nieprzerwanym okresem rządów od roku 1943 do 1985. Obecnie tworzy ona rząd większościowy w 42. Parlamencie Ontario.